# San José, Mexico City
San José är en ort i Mexiko.   Den ligger i kommunen Milpa Alta och delstaten Distrito Federal, i den sydöstra delen av landet, 25 km söder om huvudstaden Mexico City. San José ligger 2 591 meter över havet och antalet invånare är 137.
Terrängen runt San José är lite bergig, och sluttar norrut. Runt San José är det mycket tätbefolkat, med 2 431 invånare per kvadratkilometer. Närmaste större samhälle är Iztapalapa, 16,6 km norr om San José. I omgivningarna runt San José växer huvudsakligen savannskog.